# Sacro Monte di Graglia
Il Sacro Monte di Graglia è una località prealpina situata a Graglia, in provincia di Biella, in Piemonte, a pochi chilometri a ovest del capoluogo di provincia. Si trova a valle della più maestosa cima del Mombarone, quasi al confine con la Valle d'Aosta; ospita principalmente il  santuario omonimo (812 metri s.l.m.), dedicato alla Madonna Nera e collegato al culto della Nostra Signora di Loreto, nelle Marche. Fa quindi parte di quel sistema di complessi devozionali prealpini che caratterizzarono una diffusa religiosità popolare mariana e cristiana, che si espresse tra il Piemonte e la Lombardia a partire dal XVI secolo circa, come, ad esempio, la rievocazione della Passione di Cristo nel vicino paese di Sordevolo, o altre località simili come il Sacro Monte di Arona, il Sacro Monte di Oropa, il Sacro Monte di Varallo, il Sacro Monte di Ghiffa.
Graglia ospita altresì, in località  Caruzza (1050 m s.l.m.), l'azienda d'imbottigliamento della sorgente d'acqua naturale Lauretana (1965).

## Storia

### 1615: l'idea di don Velotti
La storia del Sacro Monte testimonia il fervore dei primi decenni del XVII secolo, allorquando i pellegrini di ritorno dalla Palestina poterono farsi promotori – sulla scorta della fama ormai raggiunta dal vicino Sacro Monte di Varallo - della costruzione di una "Nuova Gerusalemme" in terra propria.
Fu questo il caso di don Andrea Velotti, parroco di Graglia nel 1605. Questi, di ritorno dalla Terra santa, si sentì stimolato a concepire l'idea di una "Palestina in Piemonte". Egli dunque, nel 1615, illustrò il progetto, che volle dedicare altresì alla memoria di San Carlo Borromeo (come quello di Arona, la cui costruzione era iniziata da pochissimo) in un testo con incisioni pubblicato a Milano: fu prevista la costruzione di ben 100 cappelle popolate di statue in terracotta dedicate a un'ampia gamma di temi biblici, dalla Genesi alle varie tappe della Vita di Cristo. Il disegno topografico prevedeva di occupare una vasta area, che partiva dalla località di Campra fino al colle San Carlo, comprendendo non una sola, ma molteplici alture, ribattezzate con i nomi dei monti citati dalla Bibbia.
Il progetto iniziò nel 1616, proseguendo con impegno per circa otto anni: a giudicare da quanto resta, furono erette in quegli anni almeno dieci cappelle, specialmente sparse lungo il sentiero del pendìo settentrionale. Si tratta di edifici a pianta quadrangolare, in verità piuttosto modesti. Prevedibilmente, l'ambizioso progetto non fu portato a termine; anzi, esso si fermò con la morte dello stesso don Velotti (1624).

### 1654: il progetto di Arduzzi

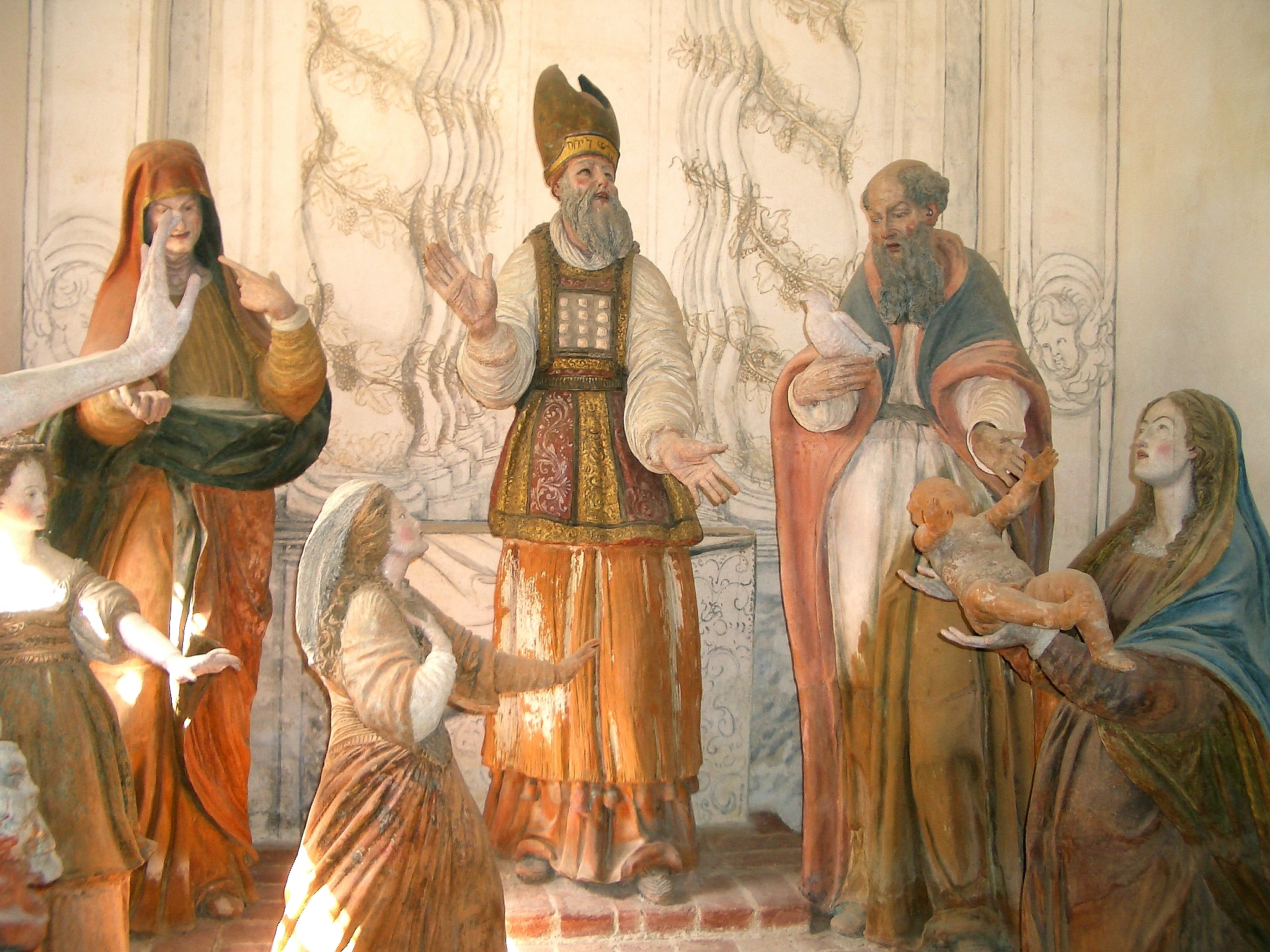
Cappella della Presentazione al Tempio

A don Velotti succedette don Nicolao Garrono (1594-1630), il quale fece costruire la chiesetta dedicata alla Madonna della Neve in località Campra. Morto presto, gli succedette a sua volta don Agostino Dal Pozzo da Ponderano. I lavori del progetto originario del Sacro Monte ripresero, tuttavia, a causa di numerose grazie ricevute per intercessione della Nostra Signora di Loreto, il progetto fu stravolto per dedicarsi alla costruzione di un imponente Santuario con annesso ricovero per pellegrini, da dedicare alla Vergine Lauretana, forse in concorrenza, o forse in connessione, alla poco distante devozione della Madonna Nera di Oropa.

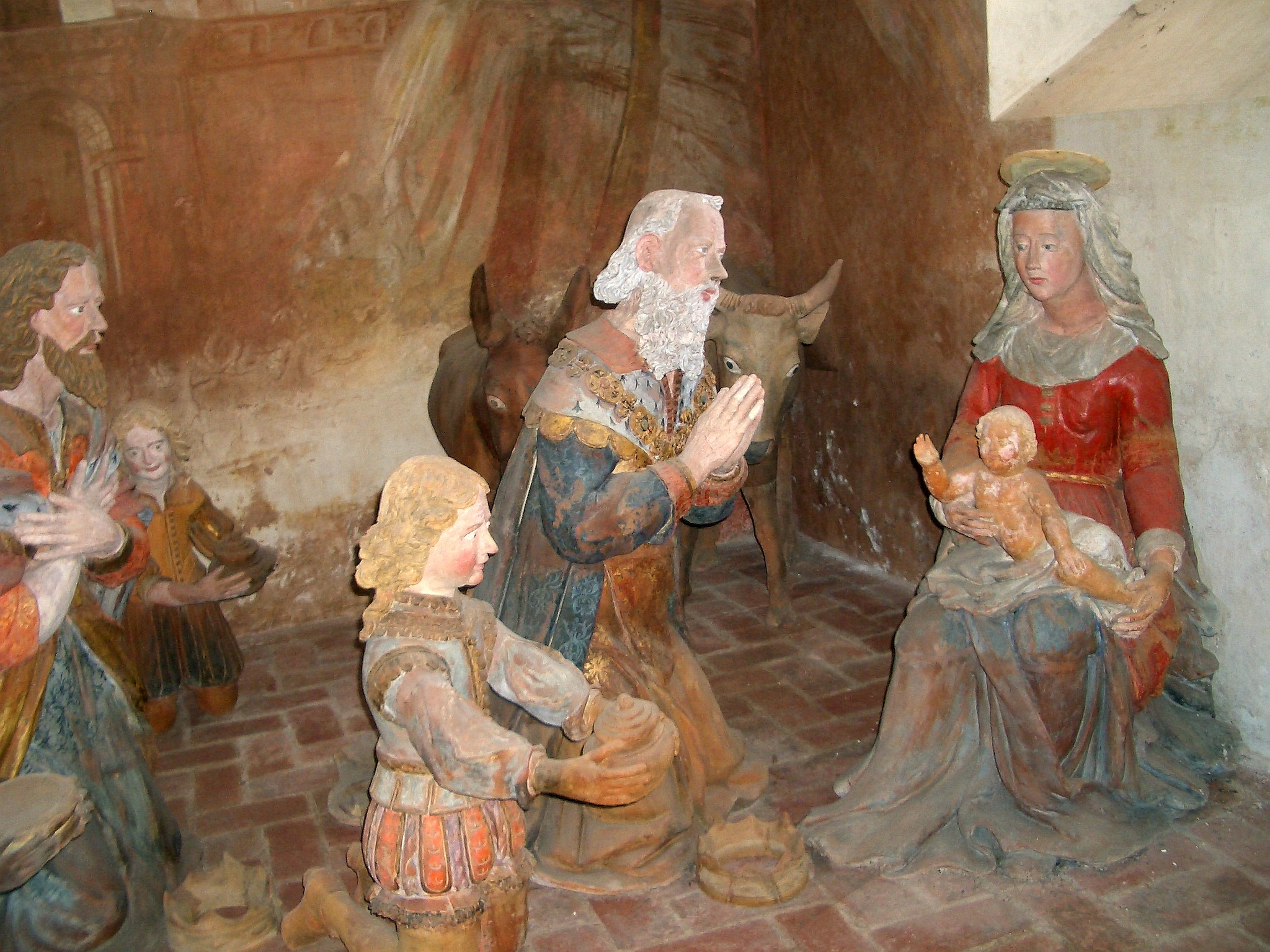
Cappella dell'Adorazione dei Magi

L'idea interessò con entusiasmo anche Carlo Emanuele II di Savoia, che inviò l'ingegnere militare di corte Pietro Arduzzi e finanziò l'impresa. I lavori vennero avviati nel 1654, col un disegno a pianta centrale, che doveva inglobare, proprio sotto la cupola, una cappella di devozione mariana raffigurante la cosiddetta reliquia della casa di Nazareth sita nella Basilica della Santa Casa di Loreto, nelle Marche.

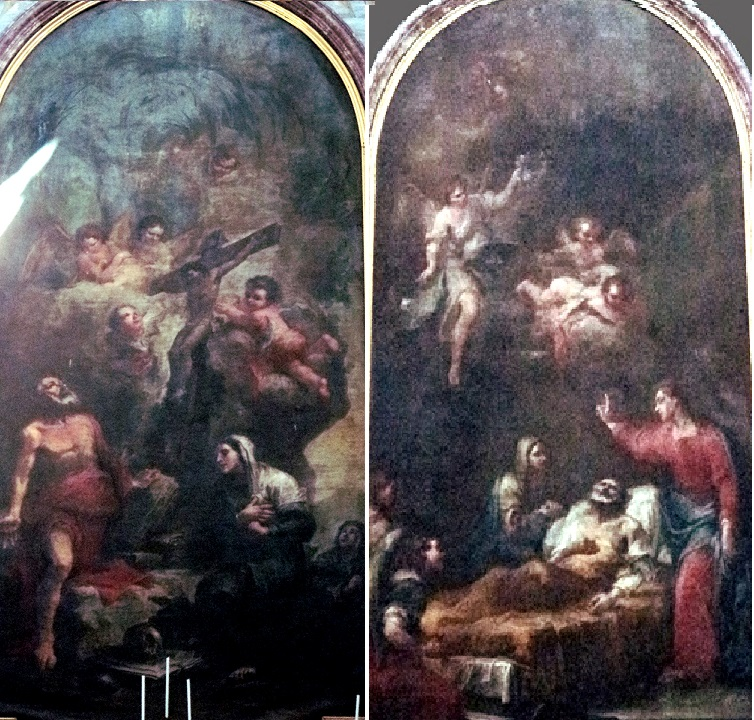
Dipinti laterali

Dal 1659, sotto la gestione di don Giovanni Tua di Galfione di Occhieppo Superiore, i lavori cominciarono con celerità; tuttavia, si arrestarono dopo pochissimo tempo, a causa delle successive guerre, carestie, epidemie. Soltanto nel 1684 furono completate le quattro cappelle annesse, le prime due dedicate alla Natività e all'Adorazione dei Magi, con statue in terracotta di Francesco Pozzi, le altre alla Presentazione di Gesù al Tempio e alla Circoncisione, con opere dello statuario Carlo Pagano e del pittore Prospero Antonio Placco, autore anche delle due pale laterali interne alla chiesa (1698 circa).

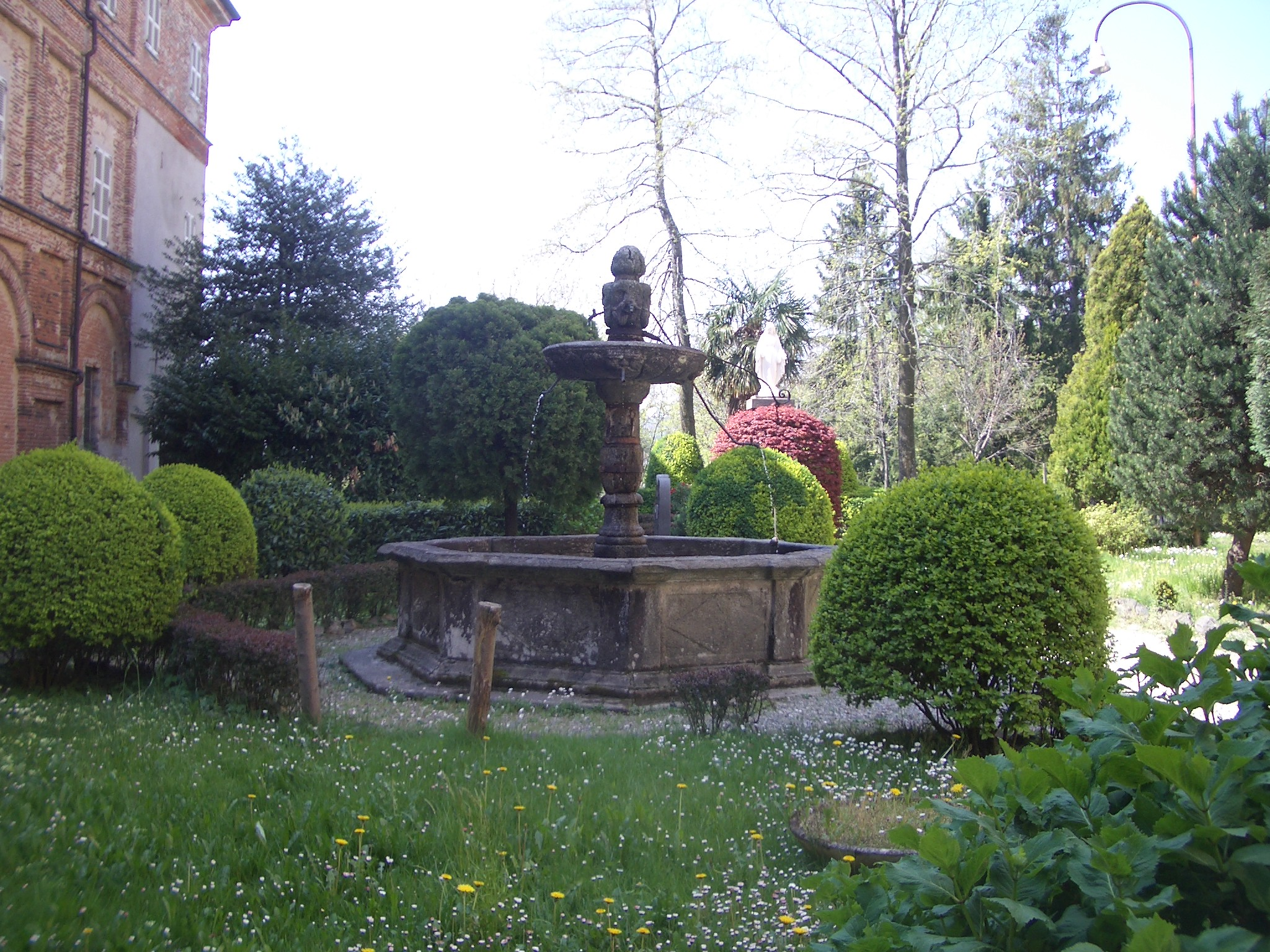
Burnell (fontana) nel cortiletto

All'esterno, nel cortiletto, furono piazzate due meridiane e una fontana in pietra (in piemontese burnell). Fu quindi soltanto a partire dal 1760, sotto la direzione del nuovo parroco don Carlo Gastaldi, che la costruzione del Santuario subì un nuovo slancio, fino ad un suo primo completamento, nel 1769.

### 1760: il completamento del Vittone

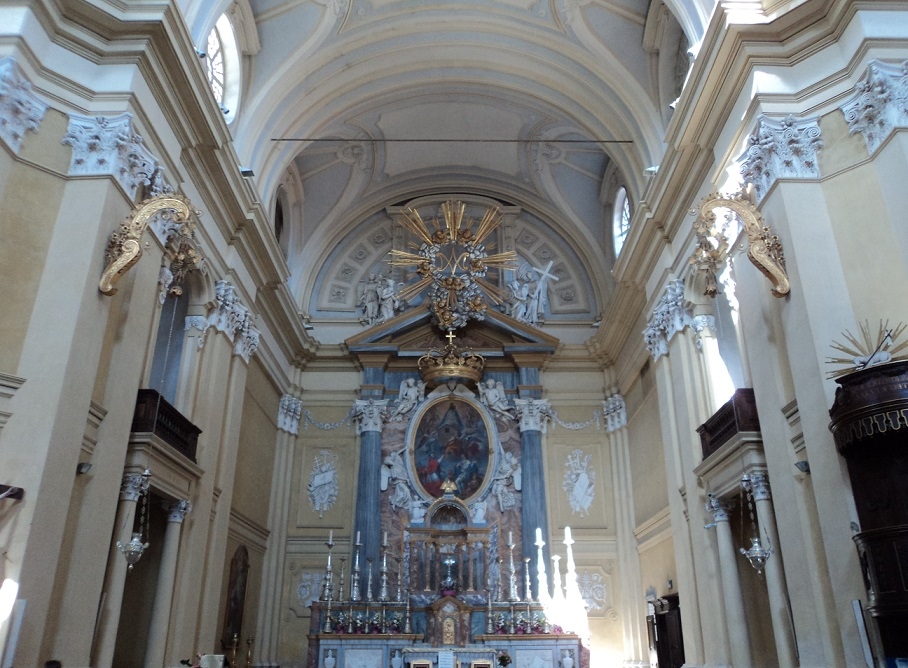
Interno del Santuario

Il completamento del Santuario fu compiuto dal 1760 al 1769 per opera dell'architetto Bernardo Antonio Vittone, mantenendo la pianta a croce greca e dimensioni di 44 x 33 metri, caratterizzata per il suo rustico e severo aspetto esterno con facciata in mattoni a vista, che contrasta con la sfarzosa decorazione barocca dell'interno. La cappella mariana, posta in prossimità del presbiterio, a tutti gli effetti in simile posizione e di esatte misure della già citata Santa Casa di Loreto, fu quindi dotata di una statua dedicata alla Madonna Nera, collegando così definitivamente il Santuario alla Nostra Signora di Loreto e al culto della Madonna Nera, già presente a Oropa e in altre località piemontesi.

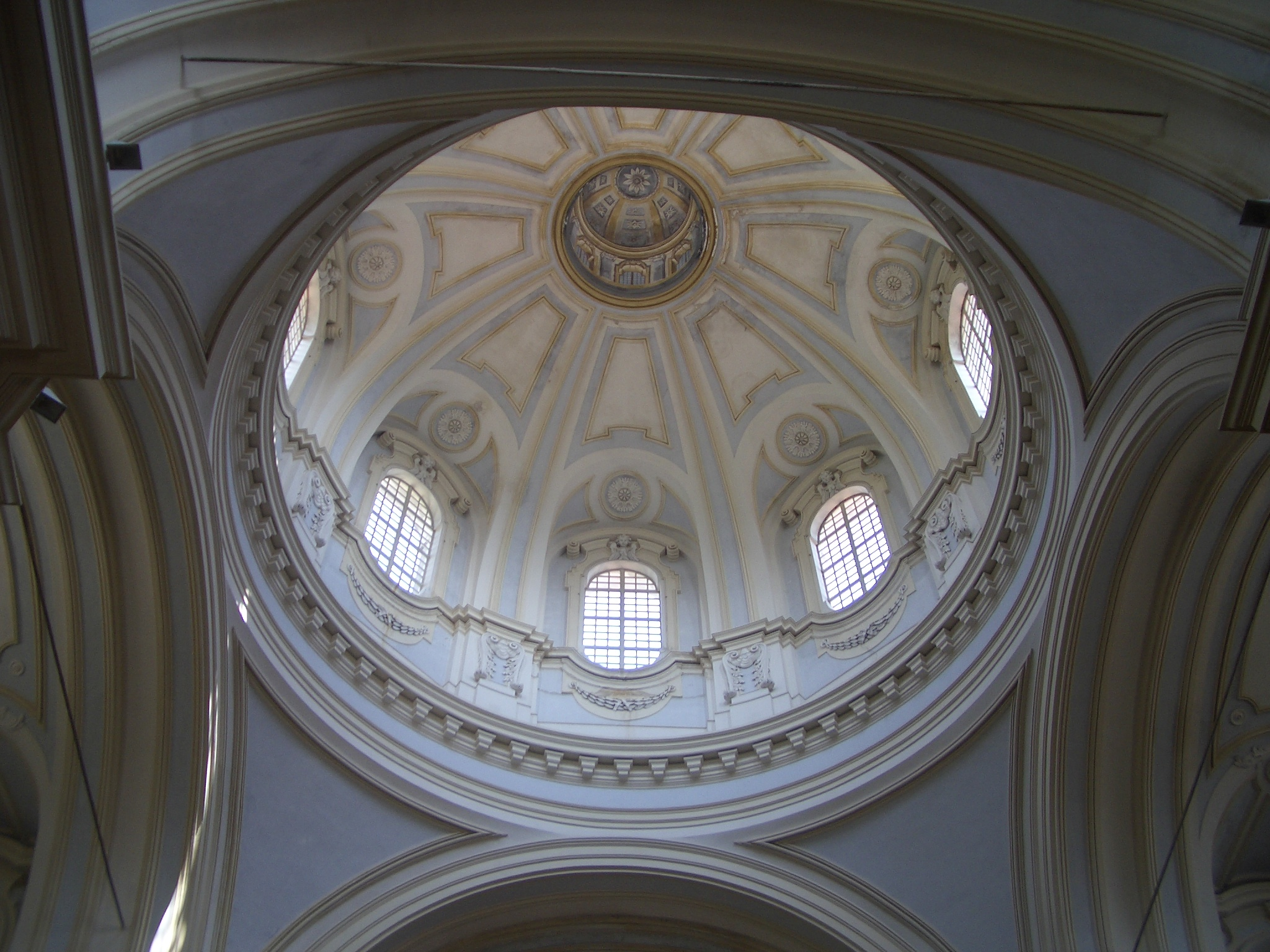
Cupola dall'interno

Maestosa fu anche l'architettura della cupola, sormontata da un cupolino (per una altezza complessiva di 38 metri), affrescata con effetti di falsa prospettiva da Fabrizio Galliari soltanto nel 1780. L'affresco dietro l'altare invece, raffigurante il transito di San Giuseppe, fu eseguito da Mauro Picinardi nel 1785.

### 1788 e 1829: spostamenti della copia della Casa di Loreto
Nel 1788 vi fu un importante rimaneggiamento strutturale all'interno: l'imitazione della Santa Casa di Loreto, posta al centro della chiesa, fu spostata più avanti, all'altezza del presbiterio. Nel 1828 fu poi definitivamente rimossa e ridefinita, sempre seguendo le esatte misure perimetrali, al posto della preesistente Cappella dedicata alla Strage degli innocenti, a sinistra del presbiterio, costituendo l'attuale sacellum angolare e consentendo così un più ordinato svolgimento delle funzioni religiose.

### 1831-1839
Nel 1831 fu costruito l'imponente altar maggiore, opera di Perratone e Catella di Lugano, mentre nel 1839 fu completato l'organo a canne, opera di Felice Bossi da Bergamo. Ampliamenti e abbellimenti delle strutture, per i servizi al pellegrinaggio, furono eseguiti successivamente.

### Epoca contemporanea
Il santuario rimane meta di pellegrinaggio; dell'originaria idea del Sacro Monte rimangono quattro cappelle, dedicate ad altrettanti episodi dell'infanzia di Cristo (Nascita di Gesù, Adorazione dei Magi, Presentazione di Gesù al tempio, Circoncisione), realizzate tra il 1664 e il 1684, che furono inglobate nell'edificio settecentesco salvandone i - pur compromessi e rimaneggiati – gruppi scultorei. Difficile è riconoscere in essi gli apporti di Nicolas de Wespin (fratello del più noto Jan de Wespin detto il Tabacchetti), chiamato a lavorare a Graglia, e ancor più difficile riconoscere - come taluni studiosi hanno ritenuto di fare - la mano di Giovanni d'Enrico; una quinta cappella, in cui era rappresentata la Strage degli Innocenti, fu smantellata nell'Ottocento.
Lungo il sentiero che porta alla sommità del colle di San Carlo, dove si erge l'omonima chiesa che doveva rappresentare il punto culminante del percorso, si trovano i ruderi di altre cinque cappelle. La chiesa dedicata a San Carlo conteneva il gruppo scultoreo della Deposizione di Cristo dalla Croce, alla presenza di San Carlo e del beato Amedeo IX, andato distrutto durante le vicende della lotta partigiana (ne sopravvive una fotografia). La stessa chiesa conserva il sacello dedicato al compianto sul Cristo morto; le statue di Gesù e di San Carlo sono di fattura moderna.

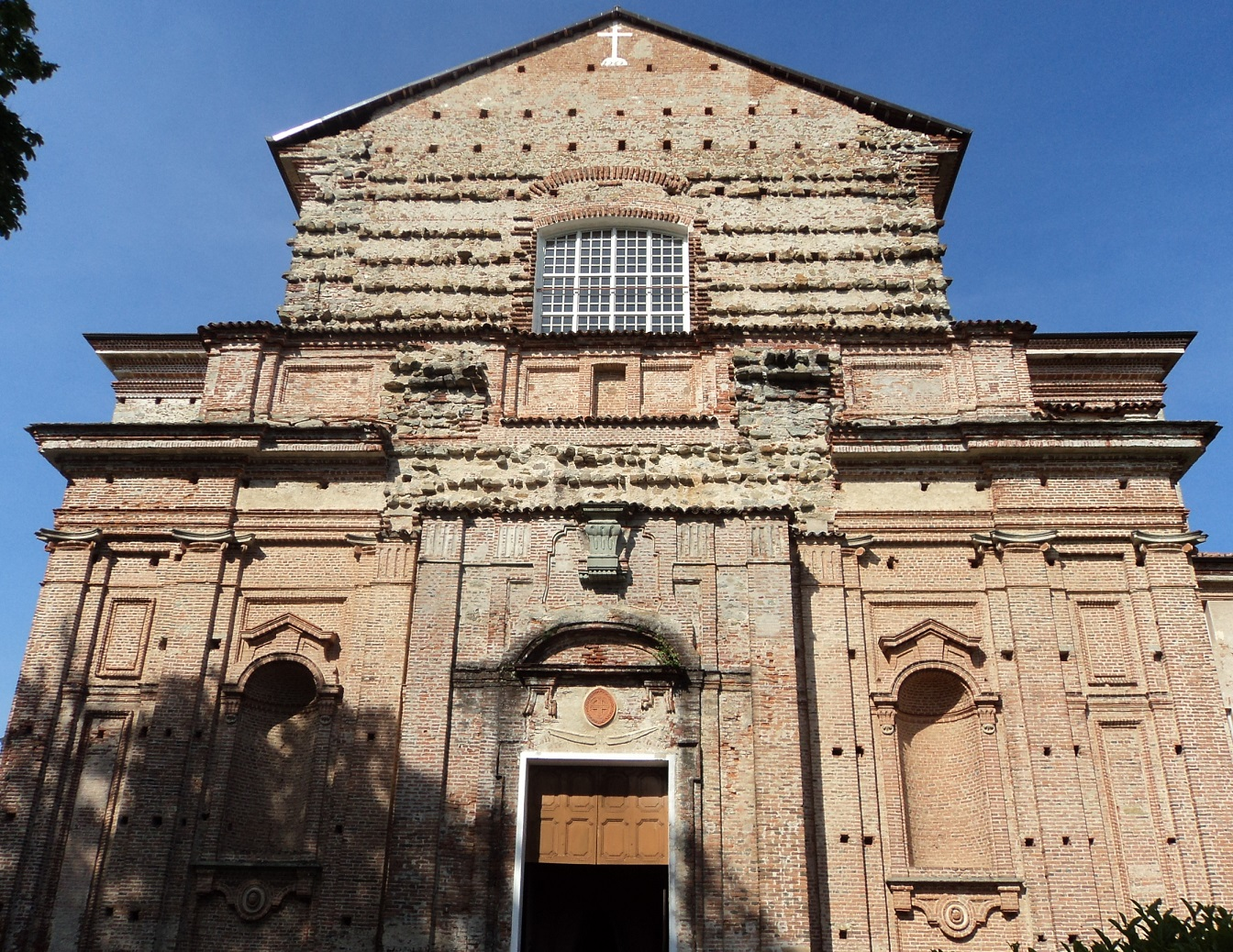
Santuario di Graglia, facciata
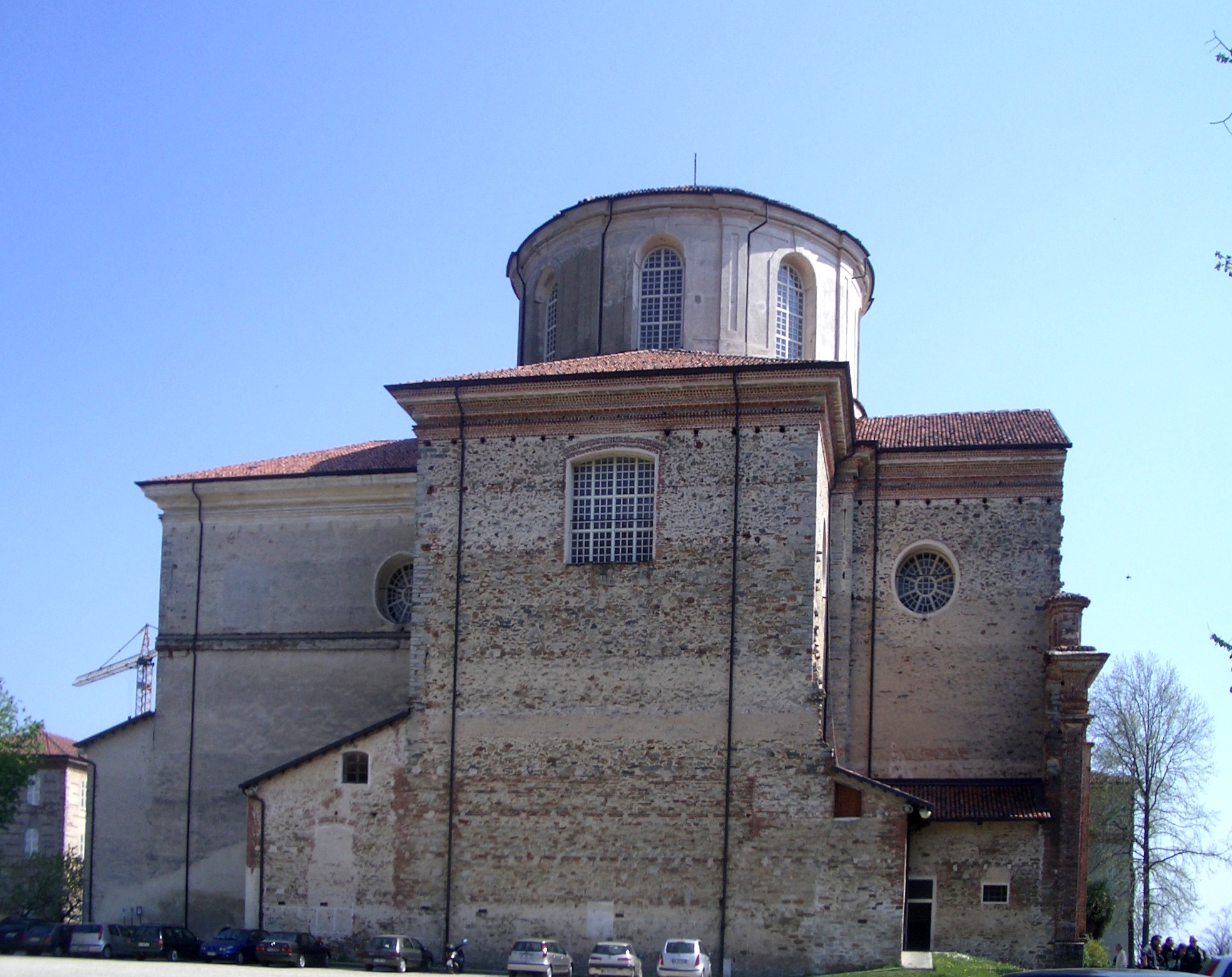
Santuario di Graglia, lato parcheggio
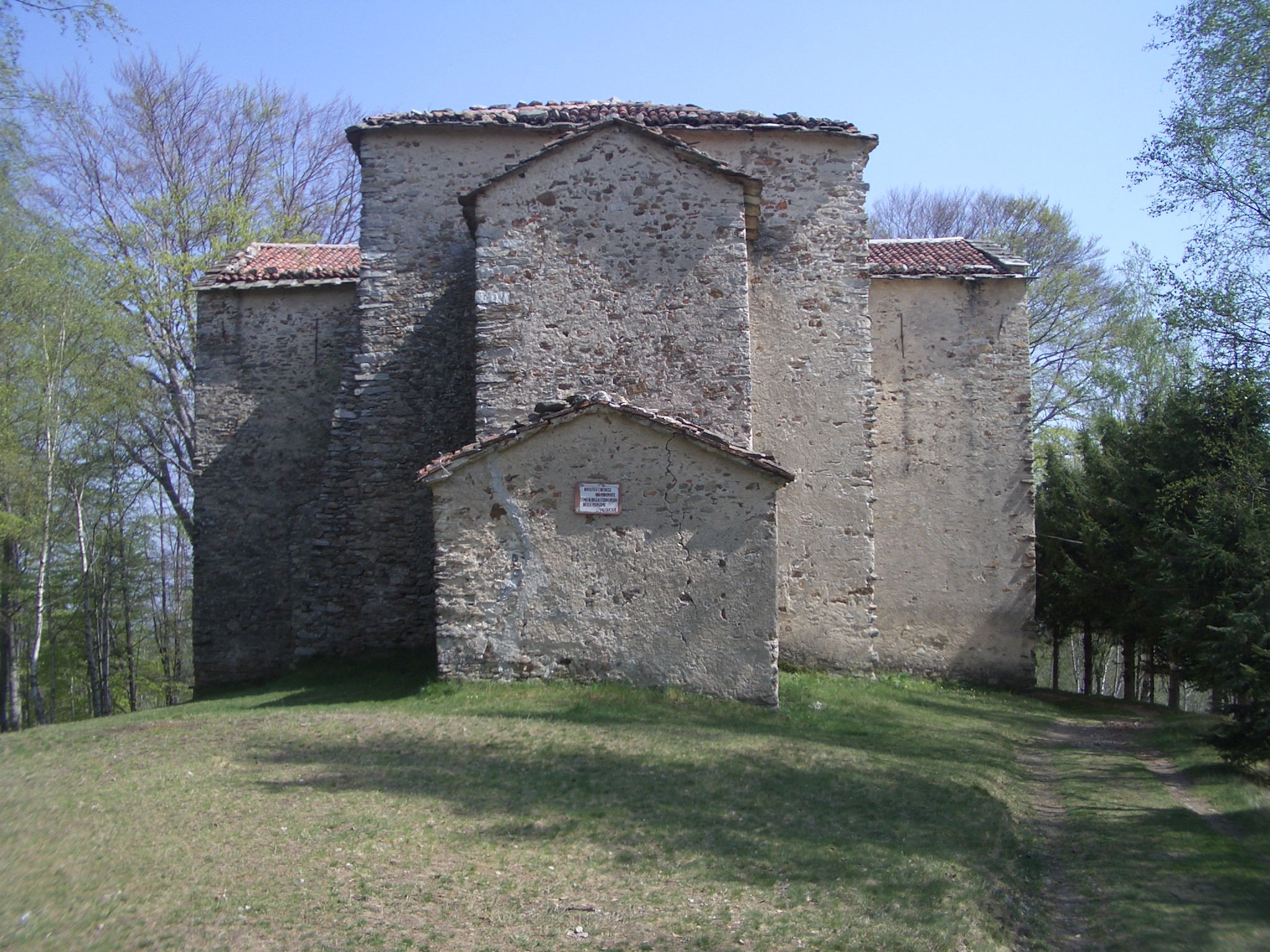
Chiesa di San Carlo alla sommità del Sacro Monte
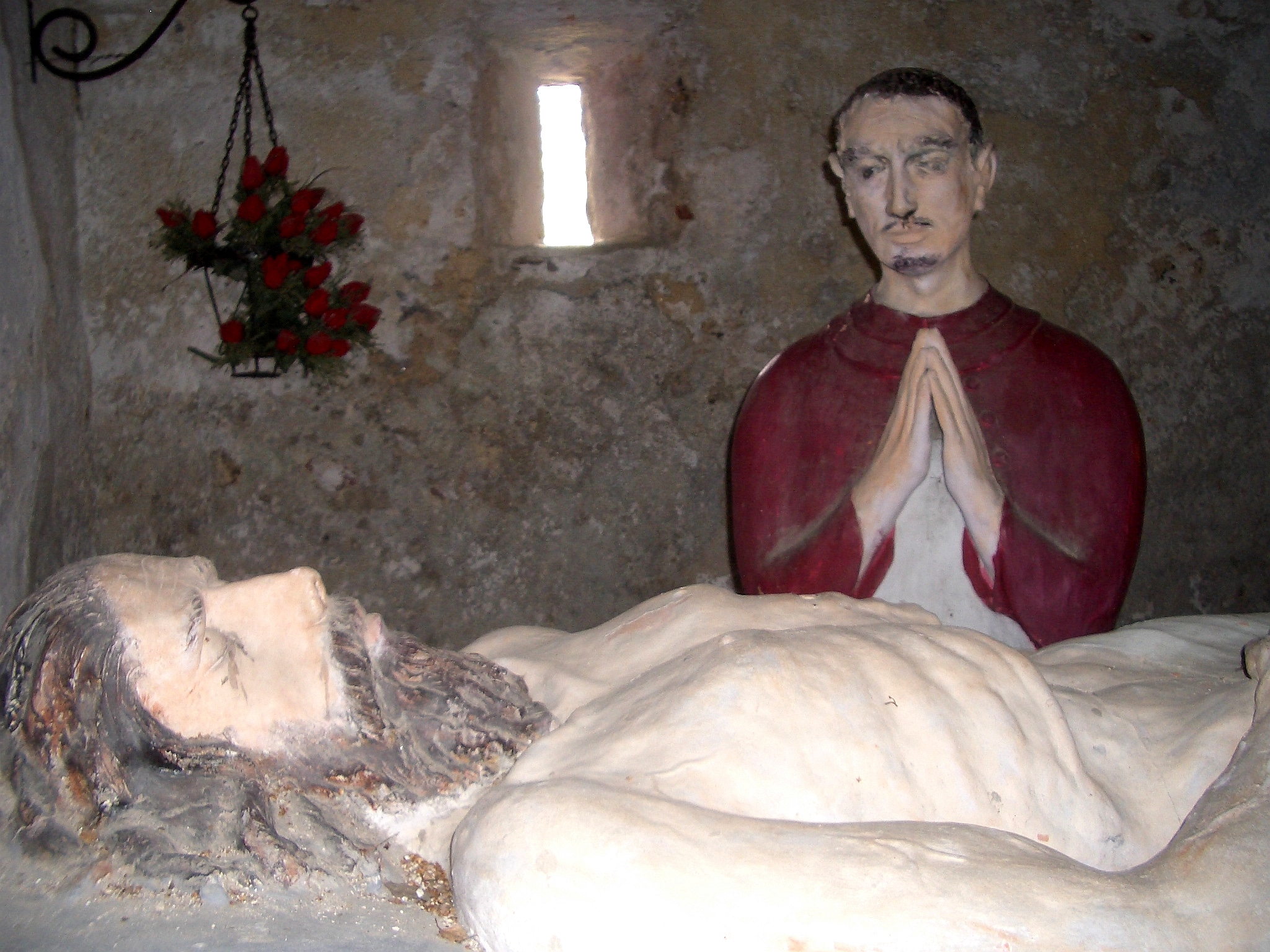
Sacello di San Carlo in preghiera

## L'eco endecasillabo
In un punto del Sacro Monte segnalato dalla Pro Loco, lungo il sentiero che dal Santuario conduce al colle di S. Carlo dove, con condizioni climatiche ideali, si può riprodurre il fenomeno di un'eco acustica, talmente qualitativa da poter ripetere parole fino a undici sillabe